# Thorsten Botz-Bornstein
Thorsten Botz-Bornstein (Duisburg, 1964 –) német filozófus.

## Élet
Botz-Bornstein 1964-ben született Németországban, 1985 és 1990 között a párizsi Sorbonne Egyetem (Párizs I) tanult filozófiát, majd Ph.D. (D.Phil) diploma 1993-ban az Oxfordi Egyetem. Mint Finnországban rezidens posztdoktori kutató átfogó kutatásokat folytatott Oroszországban és a balti országokban az orosz formalizmus és szemiotika területén. 2000-ben a párizsi EHESS-en habilitált. Több éve kutat Japánban, különös tekintettel a Kiotói Iskolára, valamint tanácsadóként és kutatóként dolgozott a Zhejiang Egyetem (Hangzhou, Kína) Megismerési Központjában. 2007 és 2009 között a filozófia adjunktusa volt a Tuskegee Egyetemen Alabamában, amely az Egyesült Államok „történelmileg fekete kollégiumai és egyetemei” („historically black colleges and universities”) közé tartozik. Jelenleg filozófiaprofesszora a kuvaiti Gulf Tudomány és Technológia Egyetemen

## Filozófia
Legszélesebb körben Botz-Bornstein filozófiájában megkísérli megalapozni a stílus, a játék és az álom közötti fogalmi kapcsolatokat. Ezt a nem-nyugati filozófiákból (orosz, japán, kínai), építészetből és a mozi esztétikájából kölcsönzi. Filozófiáját tehát egy organikus „játék-stílus-álom” háromszög határozza meg, amelyet elméleti alapként használ az esztétikai írásaiban: organikus tér, organikus stílus, organikus építészet és organikus film is, mint ahogyan azt különösen Tarr Béla "organikus mozijáról" szóló tanulmánya tanúsítja. 

## Kiadvány
Szerző:
- Conspiracy and Contingency: How to Deal with Fake Necessities (Anthem 2025)
- How Much Religion is Good for Us? If Religion Were a Game (Routledge 2024)
- Daoism, Dandyism, and Political Correctness (SUNY 2023)
- The Philosophy of Lines: From Art Nouveau to Cyberspace (Palgrave 2021)
- Micro and Macro Philosophy: Organicism in Biology, Philosophy, and Politics (Brill, 2020)
- The New Aesthetics of Deculturation: Neoliberalism, Fundamentalism and Kitsch (Bloomsbury, 2019).
- The Political Aesthetics of ISIS and Italian Futurism (Lexington, 2018)
- Organic Cinema: Film Architecture, and the Work of Bela Tarr (Berghahn, 2017)
- Transcultural Architecture: Limits and Opportunities of Critical Regionalism (Ashgate, 2015)
- Veils, Nudity, and Tattoos: The New Feminine Aesthetics (Lexington, 2015)
- Virtual Reality: The Last Human Narrative? (Brill, 2015)
- The Veil in Kuwait: Gender, Fashion, Identity (with N. Abdullah-Khan) (Palgrave, 2014)
- La Chine contre l'Amérique. Culture sans civilisation contre civilisation sans culture? [China against America: Culture without Civilisation against Civilization without Culture?] (Paris: L'Harmattan, 2012)
- Place and Dream: Japan and the Virtual (Rodopi, 2004)
- Films and Dreams: Tarkovsky, Sokurov, Bergman, Kubrik, Wong Kar-wai (Lexington, 2007)
- Vasily Sesemann: Experience, Formalism and the Question of Being (Rodopi, 2006)
- Aesthetics and Politics of Space in Russia and Japan (Lexington, 2009)
- The Cool-Kawaii: Afro-Japanese Aesthetics and New World Modernity (Lexington, 2010)
- The Monstrous Darkness of Tomorrow (Novella, 2018)
- Kuwait 2059 (Novella, 2019)

Szerkesztő:
- Tracking Global Wokeism (Brill, 2025)
- Parasite: A Philosophical Exploration (with G. Stamatellos) [on the film by Bong Joon-Ho]. (Brill, 2022).
- Plotinus and the Moving Image: Neoplatonism and Film Studies (with G. Stamatellos,  Brill, 2017)
- Inception and Philosophy: Ideas to Die For (Chicago: Open Court, ‘Philosophy and Popular Culture Series’, 2011)
- Re-ethnicizing the Minds? Tendencies of Cultural Revival in Contemporary Philosophy (Rodopi, 2006)
- The Philosophy of Viagra: Bioethical Responses to the Viagrification of the Modern World (Rodopi, 2011)
- Culture, Nature, Memes: Dynamic Cognitive Theories (Cambridge Scholars Press, 2008)
- The Crisis of the Human Sciences: False Objectivity and the Decline of Creativity (Cambridge Scholars Press, 2012)

## Külső link
- Személyes weboldal